# Supercoppa degli Emirati Arabi Uniti 2010
La UAE Super Cup 2010 si è disputata il 20 agosto 2010. La sfida ha visto contrapposte l'Al Wahda, vincitore della UAE Pro-League 2009-2010, e l'Emirates Club, detentrice della Coppa del Presidente degli Emirati Arabi Uniti 2009-2010.
A conquistare il titolo è stato l'Emirates Club che ha vinto per 3-1.

## Tabellino
| Dubai 20 agosto 2010, ore 20:15                                         | Emirates Club | 3 – 1 referto | Al Wahda | Rashid Al Maktoum Stadium |
| \| \| \| \| \| Hussain 31’ Kerkar 43’ 89’ \| Marcatori \| 81’ Baiano \| |               |               |          |                           |
|                                                                         |               |               |          |                           |
| Hussain 31’ Kerkar 43’ 89’                                              | Marcatori     | 81’ Baiano    |          |                           |